# Juanjo Valencia
Juan José Valencia de la Serna (San Sebastián, Guipúzcoa, 18 de septiembre de 1971), conocido como Juanjo Valencia, es un exfutbolista español que jugaba de portero.
Destacó en las filas del Athletic Club, donde fue titular de 1992 a 1997.

## Trayectoria
Se formó como futbolista en el Antiguoko K. E., club de su localidad natal. Tras jugar cuatro partidos en Segunda División B con el Barakaldo C. F. en septiembre de 1991, se incorporó al Bilbao Athletic y debutó en Segunda División. En la temporada 1992-93 pasó a formar parte de la plantilla del Athletic Club, donde se hizo con la titularidad por delante de Kike Burgos. En febrero de 1997, tras casi cinco temporadas como titular, Luis Fernandez apostó por Imanol Etxeberria y perdió su condición de titular. Continuó dos temporadas más como suplente en el club rojiblanco, en los que jugó cinco encuentros.
De cara a la temporada 1999-2000 se incorporó al Sevilla FC.Allí jugó dieciocho encuentros hasta su marcha al Real Sporting de Gijón en abril del año 2000.Allí disputó ciento veinte partidos hasta la temporada 2003-04, siendo titular hasta el año 2003. A continuación fichó por el Club Gimnàstic de Tarragona, donde jugó treinta y ocho encuentros hasta febrero de 2006, cuando se incorporó al Real Racing Club de Santander.Disputó su último encuentro como profesional el 13 de mayo de 2006, en una derrota del Racing por 2-0 frente al Villarreal C. F.
Tras su retirada, inició una nueva etapa como entrenador de porteros en las categorías inferiores del Athletic Club (2006-08), el Xerez C. D. (2009-10) y la S. D. Eibar (2010-12).En junio de 2019 firmó como entrenador de porteros de la U. D. Ibiza. Tres años más tarde, en 2022, se incorporó al cuerpo técnico de Imanol Idiakez en el CD Leganés.

## Selección nacional
Fue internacional con España en la categoría sub-21 en quince ocasiones y alcanzó el tercer puesto en la Eurocopa de 1994.

## Clubes
| Club                          | País   | Año       |
| ----------------------------- | ------ | --------- |
| Barakaldo C. F.               | España | 1991      |
| Bilbao Athletic               | España | 1991-1992 |
| Athletic Club                 | España | 1992-1999 |
| Sevilla F. C.                 | España | 1999-2000 |
| Real Sporting de Gijón        | España | 2000-2004 |
| Club Gimnàstic de Tarragona   | España | 2004-2006 |
| Real Racing Club de Santander | España | 2006      |